# Бурруни, Сальваторе
Сальваторе Бурруни (итал. Salvatore Burruni, 11 апреля 1933, Альгеро, Сардиния — 30 марта 2004, там же) — итальянский боксёр-профессионал, выступавший в наилегчайшей и легчайший весовой категории. Чемпион мира по версиям WBA и WBC.
Имеет в послужном списке победы над такими известными боксёрами как Поне Кингпетч и Уолтер Макгоуэн.

## Любительская карьера
Бурруни был чемпионом Италии в наилегчайшем весе в 1954 и 1956 годах и выигрывал World Military Championships  в 1955 и 1956 годах, а также на Средиземноморских играх 1955 года. На Олимпийских играх в Мельбурне в 1956 году он вышел во второй раунд, проиграв Владимиру Стольникову. 

## Профессиональная карьера
Бурруни стал профессионалом в 1958 году. 27 сентября 1958 года стал чемпионом Италии в тяжёлом весе, обыграв по очкам Джакомо Спано. В течение 7 лет он выиграл титул чемпиона Европы в наилегчайшем весе, получил титульный бой по версии WBA, WBC против чемпиона в наилегчайшем весе Пона Кингпетча из Таиланда. 23 апреля 1965 года Бурруни максимально использовал свой шанс и единогласным решением судей в 15 раундах одержал победу. 
Однако в ноябре 1965 года WBA и WBC лишили его титула после того, как он отказался встретиться с главным претендентом, Хироюки Эбихара.  
2 декабря 1965 года он успешно защитил линейное чемпионство, нокаутировав австралийца Рокки Гаттеллари.  
14 июня 1966 года он проиграл Уолтеру Макгоуэну, которого победил ранее. 
Не в силах больше удерживать вес, Бурруни перешел в легчайший вес. В 1968 году он выиграл титул чемпиона Европы в легчайшем весе решением судей в 15 раундах в поединке с чемпионом Мимума Бен Али. Его кампания за титул чемпиона мира в легчайшем весе закончилась, когда в 1968 году его нокаутировал Рубен Оливарес. Последний бой Бурруни состоялся в 1969 году, где он одержал победу нокаутом в 9-м раунде над Пьером Ветроффом. 
После этой последней победоносной защиты титула, в тридцать шесть лет, Бурруни окончил карьеру. Он умер в 2004 году в родном городе Альгеро.  

## Результаты боёв
| Бой | Дата | Соперник | Судьи | Место боя | Раундов | Результат | Дополнительно |
| --- | ---- | -------- | ----- | --------- | ------- | --------- | ------------- |
|     |      |          |       |           |         |           |               |
| Бой | Дата | Соперник | Судьи | Место боя | Раундов | Результат | Дополнительно |